# Casa Navàs
Die Casa Navàs ist eines der bedeutendsten Gebäude des Modernisme in der katalanischen Stadt Reus, das von dem aus Barcelona stammenden Architekten Lluís Domènech i Montaner geplant wurde. Es wurde in den Jahren 1901 bis 1908 im Auftrag des aus Reus stammenden Ehepaars Joaquim Navàs Padró und Josepa Blasco Roura erbaut, die einen Textilhandel betrieben. An diesem Gebäude wirkten die besten Künstler jener Epoche mit, die regelmäßige Mitarbeiter bei den Projekten Domènech i Montaners waren, wie der Möbeltischler Gaspar Homar, der Bildhauer Alfons Juyol i Bach, der Glaskünstler Antoni Rigalt i Blanch oder der Mosaizist Lluís Bru i Salelles.
Im Unterschied zu anderen modernistischen Bauwerken der gleichen Epoche, wie der Casa Lleó Morera desselben Architekten, an welcher auch die gleichen Kunsthandwerker beteiligt waren, erlitt die Casa Navàs keine späteren Umgestaltungen und bewahrte so genau die Einheit von Dekoration und Mobiliar, die von ihren Erbauern vorgesehen war. Neben ihrem architektonischen Wert als beispielhaftes Werk des Modernisme, ist die Casa Navàs ein getreues Abbild der gesellschaftlichen, kulturellen und wirtschaftlichen Verhältnisse ihrer Entstehungszeit.
Sie befindet sich am Plaça del Mercadal, als Eckgebäude der Carrer de Jesús und der Carrer Major. Im katalanischen Volksmund ist sie als Cal Navàs bekannt. Seit 30. Juli 1991 ist es von der Regierung Kataloniens als Bé Cultural d’Interès Nacional eingestuft.

## Geschichte

### Die Erbauer des Hauses

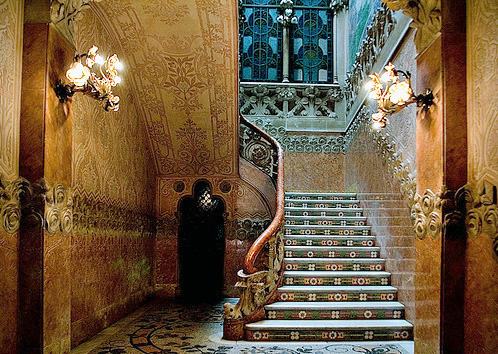
Haupteingang mit Marmorbalustraden von Alfons Juyol i Bach und Mosaiken von Lluís Brú i Salelles

Joaquim Navàs Padró (* 25. April 1851 in Reus; † 6. August 1915 in Barcelona), war in seiner Kindheit ein Spielkamerad von Eduard Toda i Güell und Antoni Gaudí, sofern er nicht im Laden seines Vaters mithelfen musste. Seine Familie stammte aus Cabacés, wo sein Großvater ein kleines Ladengeschäft besaß. Der Vater des Erbauers, Joaquim Navàs Domingo (* 1822 in Cornudella de Montsant; † 1880 in Reus), übersiedelte schon sehr jung nach Reus, um als Maultierführer zu arbeiten und in den Dörfern des Landkreises mit Textilprodukten zu handeln. Schließlich konnte er an der Carrer de Monterols in Reus einen Laden eröffnen. Ihm wurden zwei Kinder geboren: Elvira (* 1848 in Reus; † 1914 ebenda) und Joaquim Navàs Padró.
Der kleine Sohn unterstützte seinen Vater beim weiteren Aufbau des Geschäfts, wobei der Laden zunächst in die Carrer de la Galera und schließlich an die zentrale Plaça del Mercadal 5 umzog. Zu diesem Zeitpunkt wurde Joaquim Navàs Padró Mitgesellschafter mit seinem Vater unter der Geschäftsbezeichnung „Joaquín Navás e hijo“.
Am 19. August 1876 heiratete Joaquim Navàs Padró Josepa Blasco Roura, die Tochter einer anderen Textilhändlers und Enkelin eines Militärmusikers aus Ontinyent, der die Regimentskapelle dirigierte. Nach ihrer Heirat eröffneten die Eheleute ebenfalls einen Textilladen an der Carrer de Jesús 4 und traten so in direkte Konkurrenz zur älteren Generation. Der Ehrgeiz der Eheleute, die Fähigkeiten Navàs Padrós als Einkäufer und das Verkaufstalent von „Senyora Josepa“ ließen das Geschäft beständig aufblühen. 1893 begannen sie Verhandlungen über den Ankauf der Casa Simó-Cardenyes, eines Gebäudes aus dem 17. Jahrhundert an der Ecke der Plaça del Mercadal mit der Carrer de Jesús. 1898 konnten sie schließlich den Kaufvertrag für dieses Haus zum Preis von 42.500 Peseten beurkunden lassen. Ein Jahr später übertrug ihnen Navàs Padrós Mutter gegen eine jährliche Witwenrente das zweite Ladengeschäft. Navàs Padró reiste durch ganz Europa, um in Schottland, England, Frankreich, Deutschland und Belgien die besten Stoffe einzukaufen, ebenso die der lokalen Fabriken in Terrassa, Sabadell und Barcelona. Er wurde mittels eines leistungsstarken Handelsnetzes zum Hauptvertreiber dieser Produkte in 16 Provinzen der iberischen Halbinsel.
Ihre wirtschaftliche Leistungsfähigkeit erlaubte es Joaquim Navàs Padró und Josepa Blasco Roura, sich am Ende des 19. Jahrhunderts ein Chalet am Passeig de la Boca de la Mina in Reus in der Nähe des Instituts Pere Mata bauen zu lassen, wofür Pere Caselles i Tarrats (* 1. November 1864 in Reus; † 28. Juli 1936) verantwortlich zeichnete, sowie eine weitere Villa am Strand von Salou. Im Jahr 1901 entschieden sie sich, anstelle der alten Casa Simó-Cardenyes den Neubau eines Gebäudes auf den Weg zu bringen, das sowohl ihr Ladengeschäft als auch ihre Wohnräume aufnehmen sollte. Es sollte ein herausragendes Gebäude werden, das ihrem Unternehmen Anerkennung verschaffen und einen bedeutenden qualitativen Sprung machen sollte.
Joaquim Navàs war aktives Mitglied des Partido Republicano Reformista, für den er viermal in den Stadtrat von Reus gewählt wurde. Sein lokales Engagement führte dazu, dass er Vorschläge, als Abgeordneter oder Senator für die Cortes Generales zu kandidieren, zurückwies. Er wurde zum Ehrenpräsidenten des Komitees des Partido Republicano Reformista gewählt und war Gründungsmitglied der Fördergesellschaft des Instituts Pere Mata, das Lluís Domènech i Montaner gleichzeitig mit der Casa Rull 1900–1901 errichtet hatte. Navàs Padró und Domènech hatten sich auf politischer Ebene bereits 1892 bei der Versammlung von Manresa getroffen, die die Grundzüge einer katalanischen Verfassung erarbeitete. In Kenntnis seiner Fähigkeiten als Architekt engagierte Navàs Domènech, der die Pläne für das Projekt der Stadtverwaltung am 10. Oktober 1901 vorlegte. Am 18. Dezember 1903, während sich das Gebäude bereits im Bau befand, wurde noch eine Änderung eingereicht, nämlich die Terrasse an der Carrer de Jesús mit einer Bogengalerie abzuschließen. Die Wohnung war ab 1907 nach und nach benutzbar, wenn sich auch die Arbeiten an letzten Details bis 1910 erstreckten.
Es scheint, dass Domènech i Montaner, bevor er ein Haus entwarf, hinging und diejenigen, die ihm den Auftrag erteilten, dabei beobachtete, wie sie lebten. Wahrscheinlich muss er es bei der Casa Navàs genauso gemacht haben, auf alle Fälle ist sicher, dass ihm völlige Freiheit hinsichtlich des Entwurfs und der Budgetplanung gegeben wurde.
Im Jahr 1907 wurde auf Joaquim Navàs in seinem Chalet an der Boca de la Mina ein Attentat mit einem Sprengkörper mit geringer Wirkung verübt, das mit anarchistischen Bewegungen in Zusammenhang stand. Jedoch konnte die wahre Urheberschaft nie aufgeklärt werden und es wurde spekuliert, dass die Auslöser diejenigen politischen Gruppen waren, die ihre Macht mittels korrupter Praktiken ausübten, die Navàs als Oppositioneller kritisierte. Infolge des Attentats entschied er, vorübergehend nach Barcelona an die Avinguda Diagonal 347 umzuziehen. Obwohl er später nach Reus zurückkehrte und 1909 wieder in den Stadtrat gewählt wurde, behielt er den doppelten Wohnsitz bei und starb am 6. Januar 1915 in seiner Wohnung in Barcelona. Sein Tod erschütterte die Stadt Reus, wo die Feierlichkeiten zum Fest der Heiligen Drei Könige ausgesetzt und die glanzvollste Beerdigung der Epoche organisiert wurde.

### Das Ladengeschäft
Der Laden im Erdgeschoss der Casa Navàs war das Reich von Josepa Blasco, einer lachenden, offenherzigen Frau, die mit einer speziellen Sensibilität im Umgang mit der Kundschaft ausgestattet war, die sie beriet und die ihr vertraute. So beschreibt es Maria Font de Rubinat, die letzte Nachfahrin, die in der Cass Navàs lebte. Josepa Blasco war besessen von Reinlichkeit und eine Anhängerin der europäischen Bewegung für Sozialhygiene, die ihren Einfluss auf Aspekte der Ausgestaltung des Hauses hatte. Ihre Angestellten begannen als Lehrlinge, bis sie ihre Aufgaben beherrschten; sie aßen im selben Haus und schliefen auf Matratzen auf den Ladentheken. Die Vision der Eigentümer war immer eine sehr offene und moderne, im Gegensatz zum Bild eines konservativen Kaufmanns, der in den Strukturen seines Familienbetriebs gefangen ist. Ein Beispiel hierfür war ihre Entscheidung, bei der Gründung der Gesellschaft „Successors de Joaquim, Navàs, Capdevila, Cubells, Caixal i Oriol S.C.“ 1901 die vier langjährigsten Angestellten zu Teilhabern des Unternehmens zu machen.
Nach dem Tod von Joaquim Navàs vertraute seine Witwe die Weiterentwicklung der Rechtsform der Gesellschaft zusammen mit den weiteren Gesellschaftern ihrem Bruder Jaume Blasco Roura an. Die Neutralität Spaniens während des Ersten Weltkriegs führte zum Aufschwung des Unternehmens, das eine Filialniederlassung in Barcelona in der Carrer Alí Bey 3 eröffnete.

### Die Jahre nach der Familie Navàs

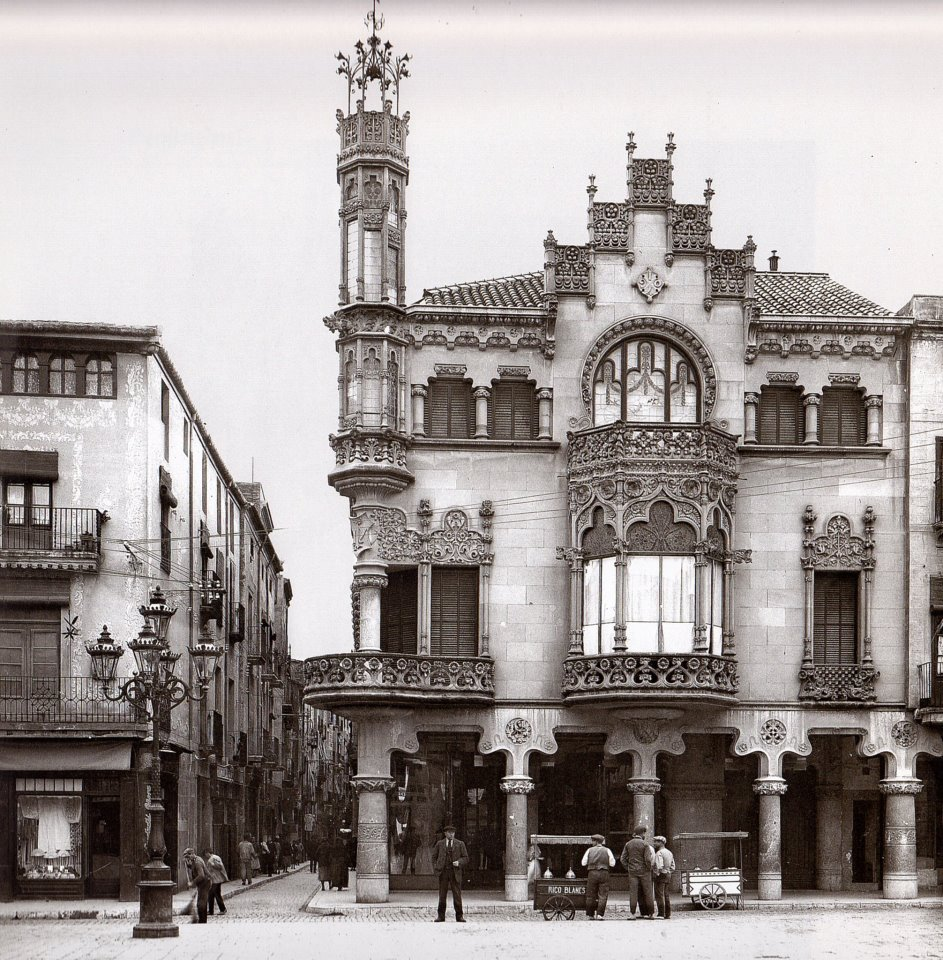
Fotografie der Casa Navàs von 1918, auf der der Originalzustand der Fassade zu sehen ist (Autor unbekannt)

Während des Spanischen Bürgerkriegs stand das Ladengeschäft unter der Kontrolle eines Arbeiterkomitees. Am 26. März 1938 fiel eine Bombe auf die Casa Pedrol auf der gegenüberliegenden Seite der Carrer de Jesús, was auch an der Casa Navàs bedeutende Schäden verursachte: die Zerstörung des Ecktürmchens und des gezackten Stufengiebels der Hauptfassade sowie den Verlust etwa der Hälfte der Glasfenster, die nicht wiederhergestellt wurden. Aber die Beschädigungen waren insofern noch tiefgreifender, als auch die Hälfte des zweiten Obergeschosses und ein Teil des Balkons verschwanden. Am Ende des Bürgerkriegs plünderten franquistische Truppen das Ladengeschäft aus.
Im Jahr 1943 ging der Besitz an den Neffen von Josepa Blasco, Joaquim Blasco, und an seine Ehefrau Maria Font i de Rubinat (1903–1999) über. Zu dieser Zeit unternahmen die neuen Besitzer große Anstrengungen, um die Kriegsschäden zu beheben, das Geschäft wieder in Schwung zu bringen und das Haus in perfektem Zustand zu erhalten. 1945 vermieteten sie das Haus an einen Dr. Nolla, der in den herrschaftlichen Räumen des ersten Obergeschosses für etwa 40 Jahre seine Arztpraxis hatte.
Maria Font i de Rubinat war die letzte Besitzerin, die in der Casa Navàs lebte. Sie war die Tochter des Bürgermeisters von Reus und Freund von Lluís Domènech i Montaner, Pau Font i de Rubinat, und Nichte des langjährigen Abgeordneten des katalanischen Parlaments und Regierungschefs Kataloniens vom 14. April 1931 bis zum 25. Dezember 1933 Francesc Macià i Llussà. Sie hatte eine sehr enge Beziehung zum Haus, „sie fühlte sich davon besessen“, wie sie sich in ihren eigenen Worten ausdrückte, und bewahrte es vor den Strömungen einer Modernisierung, die andere Gebäude des Modernisme zerstört haben. Bei ihrem Tod ging der Besitz an ihren Sohn, Joaquim Blasco Font de Rubinat, über.
Am 15. Juni 2009 starb Joaquim Blasco Font de Rubinat und hinterließ das Haus seinen drei Geschwistern Pepa, Màxim und Dolors. Im November 2017 kaufte der aus Reus stammende Unternehmer Xavier Martínez i Serra zwei Drittel des Gebäudes mit dem Ziel, dieses Meisterwerk des Modernisme weiter zu erhalten und der Öffentlichkeit in größerem Rahmen als bisher zugänglich zu machen. Ein Drittel befindet sich weiterhin im Besitz einer der Erbinnen der Familie Blasco Font de Rubinat.
Im Sommer 2020 begannen die Arbeiten, um den im Spanischen Bürgerkrieg zerstörten Treppengiebel der Hauptfassade zu rekonstruieren. Am 10. Juli 2020 wurde dieser eingeweiht.

## Beschreibung des Gebäudes

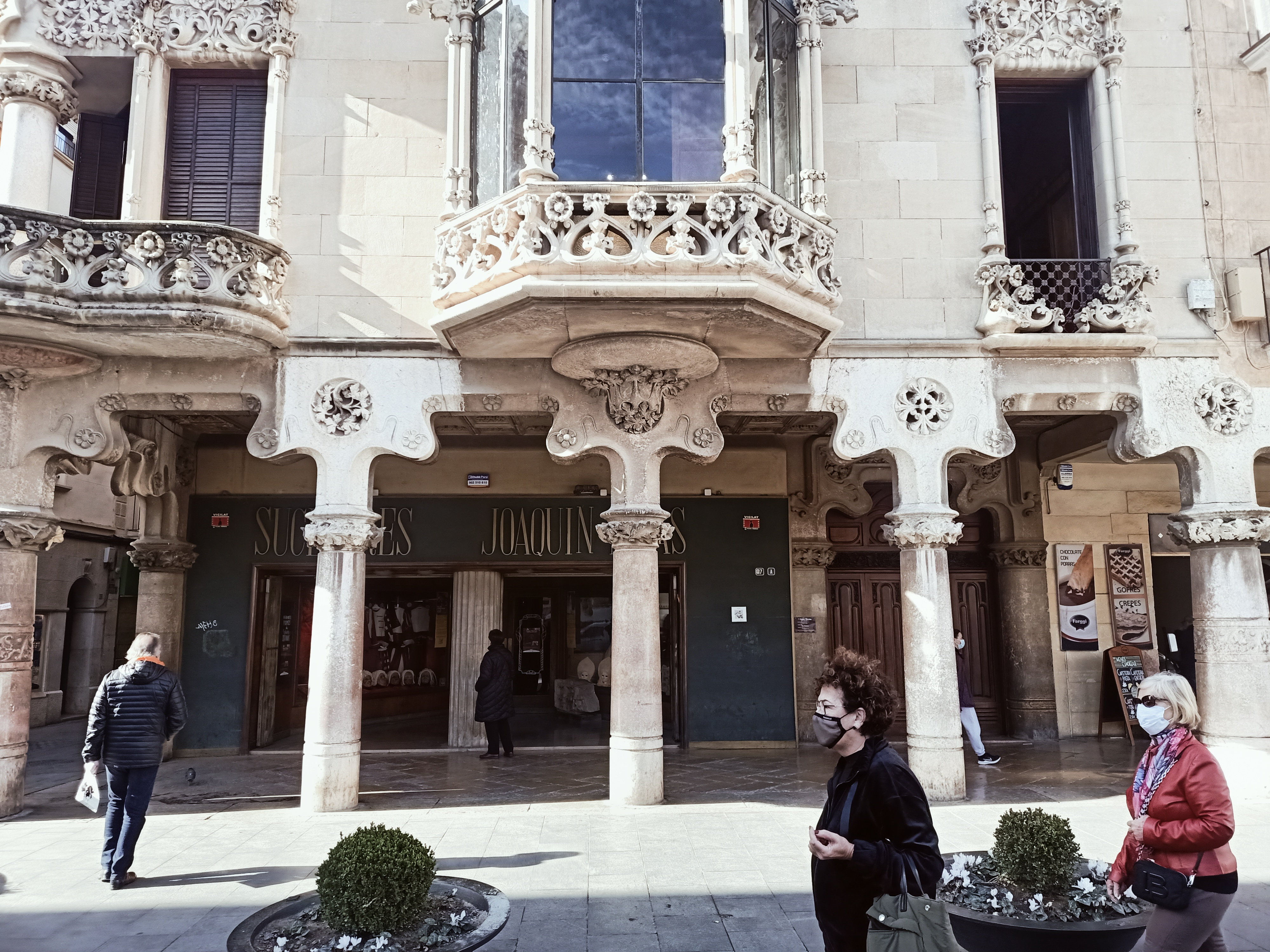
Arkaden und Haupteingang des Ladengeschäfts

Das Gebäude besteht aus Keller, Erdgeschoss und zwei Obergeschossen, das zur Plaça del Mercadal eine Steinfassade zeigt, deren Struktur die Arkaden der übrigen Gebäude des Platzes übernimmt. Bei der Casa Navàs bestehen diese aus vier Bögen auf fünf Säulen mit gelappten Kapitellen, die mit floralem Dekor geschmückt sind. Das Erdgeschoss, in dem sich immer noch das ursprüngliche Textilgeschäft befindet, ist von rechteckigem Grundriss und hat seinen Eingang an der Hauptfassade der Plaça del Mercadal.

### Die Projektplanung
Das Gebäude gehört zur ersten Schaffensphase von Domènech i Montaner, in der archäologische Elemente aus seiner akademischen Tradition überlebt haben und in der ein gewisser Einfluss von Eugène Viollet-le-Duc spürbar ist, in der aber auch Charakteristika identifiziert werden können, die sich in späteren Schaffensperioden zum Vollbild des Modernisme hin entwickelten. Es hebt die Anpassung des floralen Dekors als Grundvokubular der äußeren Gliederung hervor und den Haupteingang als Kernelement des Gebäudes, der noch verstärkt wird durch den Einsatz des von oben und von den Seiten einfallenden Lichts, das durch die Buntglasfenster nuanciert wird. Herausragender Punkt ist jedoch die Kontinuität des gesamten Designs, die auf der Verflechtung zwischen Architektur, Schmuckelementen, Innendekoration und Mobiliar beruht, ein ganzheitliches Konzept, das allen großen Architekten des Modernisme eigen war.
Domènech verwendete eine traditionelle mittelalterliche Formensprache, die von der katalanischen Gotik und einem nostalgischen Gefühl für die Heimat in dieser Epoche inspiriert war, in einer Art und Weise, die der Stadtplaner und Architekt Oriol Bohigas beschrieb als „die Wiederentdeckung einer eigenständigen Persönlichkeit, der Rückgriff auf den vergangenen Glanz und seine Einbeziehung in die Gegenwart, die seit William Morris und den Präraffaeliten bis zu den künstlerischen Erzeugnissen des Art nouveau reicht“.
Aufgrund der Begrenztheit des Grundstücks und der Wichtigkeit, die das Ladengeschäft in den Vorgaben der Eigentümer einnahm, musste Domènech die gesamte Fläche für Laden und Lagerräume nutzen und auf den Platz verzichten, der eigentlich für einen Garten vorgesehen war, wie ihn andere bürgerliche Einfamilienhäuser hatten. Zwei Innenhöfe bestimmen die Raumgestalt des Gebäudes und bringen Licht von oben in die Innenräume. Der eine davon beherbergt das Treppenhaus, einen Wintergarten und einen Steingarten aus glasierten und skulptierten Blüten. Der andere befindet sich an der Rückseite des Gebäudes, ist nicht überdacht und sorgt für Distanz zum Nachbargebäude, wobei er auch Licht in die rückwärtigen Räume der Obergeschosse und in den hinteren Bereich des Ladengeschäfts bringt. Die kompositorische Klarheit der Geschosse, die sich an der Funktionalität der einzelnen Räume orientiert und die fließenden Übergänge, die mit der optischen Durchlässigkeit verbunden sind, erlauben es uns, die unterschiedlichen Raumfolgen des Plans zu erfassen. Domènech entwickelte hier eine modellhafte Einfachheit bei der Verteilung und eine klare Definition der einzelnen Umgebungen.
Wie Joaquim Blasco es ausdrückte: „Die Casa Navàs wurde mit dem Gedanken an die jährliche Übersiedlung der Katalanen von Salou nach Mallorca erbaut. Das gesamte Haus lässt einen an ein Boot denken: Oben auf der Wetterfahne gab es ein Boot, es gibt das große Mosaik der sich an Bord begenden Katalanen, überall findet man Geschichten über die Katalanen auf dem Mittelmeer“. Die Dekoration vermittelt also den Eindruck eines „versteinerten Gartens“, um den nicht vorhandenen realen Garten zu ersetzen.

### Die Fassaden

#### Hauptfassade
Diese Fassade fügt sich in den städtischen Grundriss ein und folgt der Linienführung der übrigen Gebäude am Plaça del Mercadal, bricht aber mit deren stilistischem Typus durch die Einbeziehung überschwänglicher Dekorelemente, insbesondere am Ecktürmchen und am Treppengiebel, die im Bürgerkrieg verloren gingen. Die Fassade wurde gänzlich in Naturstein ausgeführt, und zwar in Stein aus  Montblanc für die härtesten Abschnitte des Erdgeschosses und in Stein aus Vinaixa, der weicher und besser zu bearbeiten ist, für den Rest des Gebäudes. Nach den Zerstörungen von 1938 wurde ein minimales Restaurierungsprojekt durchgeführt, bei dem der Naturstein aus Vinaixa durch Kunststein ersetzt wurde. Es wurden mit Ausnahme der Rekonstruktion des Balkons hierbei auch keine Schmuckelemente angefertigt.
Im ersten Obergeschoss befindet sich die herrschaftliche Wohnung der Familie Navàs. Die Fassade zeigt in diesem Bereich ein sehr reiches, neogotisch inspiriertes, modernistisches Dekor mit einer verglasten Galerie in ihrem Zentrum und einem runden Balkon mit Blick auf beide Fassaden und einen abgeschrägten Platz an der Ecke mit der Carrer Jesús. In der Mitte des Balkons, am Schnittpunkt der Fluchtlinien der beiden Fassaden, befindet sich eine tragende Säule, die oben mit einem Wappenschild mit den überlagerten Buchstaben „JN“ in Anlehnung an den Namen des Bauherrn verziert ist. Die Verzierung des Balkongeländers ist durch florale Motive gekennzeichnet. Über den Türen, die zum Balkon führen, befinden sich dreilappige, stark verzierte Tympana, die von Fialen flankiert werden, die sich an die Wand anlehnen. Die Schmuckelemente der Galerie nehmen im unteren Bereich die floralen Muster des Balkongeländers auf. Die drei Bögen seiner halbhexagonalen Form werden jeweils von feinen Doppelsäulchen begrenzt, die Kapitelle mit zoomorphen Figuren tragen. Jeder der drei dreilappigen Bögen trägt ein Tympanon, in dessen Zwickeln sich jeweils zwei Medaillons mit sich ansehenden menschlichen Köpfen befinden. Oberhalb der Galerie befindet sich im zweiten Obergeschoss ein weiterer Balkon mit einer Brüstung, die starke Elemente des Barock aufweist. Die Fensteröffnungen des zweiten Obergeschosses weisen eine Struktur auf, die die Veranden des Erdgeschoss aufgreift: Säulen mit floralen Kapitellen, die dreigelappte Bögen tragen, alles aber ein Nummer kleiner. Die Öffnungen bilden eine durchgehende Reihe in der Art einer Galerie, in der Mittelachse jedoch unterbrochen durch je ein großes halbkreisförmiges Fenster pro Fassade mit reichem Dekor. An der Hauptfassade öffnet sich dieses Fenster auf die Tribüne des ersten Obergeschosses. An der Gebäudeecke befindet sich ein kleiner sechseckiger Balkon mit einer blumenverzierten steinernen Brüstung, über dem sich das 1938 zerstörte Ecktürmchen befand, welches bis heute nicht wieder hergestellt wurde. Das zweite Obergeschoss diente den Bediensteten des Haushalts und dem Personal des Ladengeschäfts.

#### Seitenfassade
Die zur Carrer Jesús orientierte Seitenfassade besteht aus zwei Blöcken, einem, der Teil des zentralen Baukörpers des Gebäudes ist, und einem schmaleren zweiten, der mit seinen übereinanderliegen, islamisch inspirierten Hufeisenbögen die Einfriedung des hinteren Innenhofs auf das Abschlussniveau des ersten Obergeschosses hebt. Diese Terrasse besitzt drei überhängende Bögen, in denen sich Glasfenster befanden, die beim Bombenangriff von 1938 zerstört wurden. Das Erdgeschoss weist, gleichmäßig zwischen die anderen Quader eingestreut, einige in Diamantform bossierte Steine auf.

### Der Laden

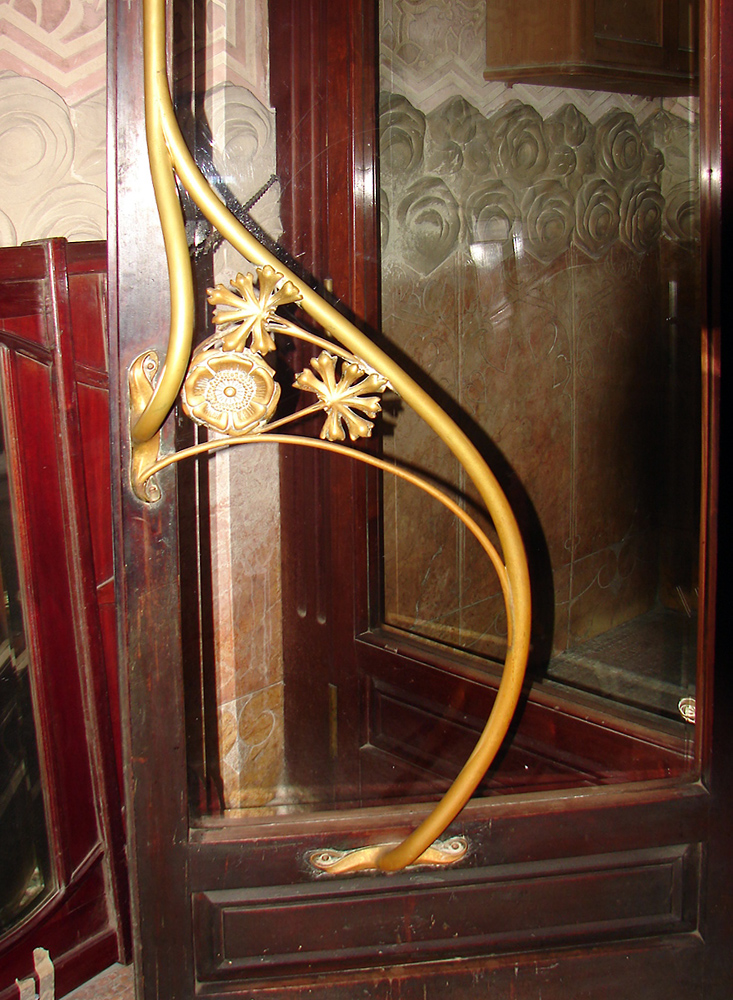
Eingangstür mit Jugendstilgriff

Domènech i Montaner plante das Erdgeschoss als offenen Raum von 35 Metern Länge und 12 Metern Breite. Es ist ein funktionaler, dynamischer und öffentlicher Raum, konzipiert für den Handel. Sein Eingang befindet sich an der Hauptfassade und teilt sich den Platz mit dem Treppenhaus zur herrschaftlichen Wohnung, welches 4 Meter breit und 13 Meter tief ist. Im Inneren tragen nur 6 Pfeiler aus Gusseisen von 4,25 Metern Höhe und 16 cm Durchmesser, deren Kapitelle mit modernistischem floralem Dekor geschmückt sind, ein Gerüst von Zentralbalken, die wiederum eiserne Querträger und Ziegelgewölbe stützen.
Das Mobiliar des Ladens wurden nach dem Originalentwurf von Lluís Domènech i Montaner zwischen 1902 und 1905 angefertigt. Es besteht aus 15 Elementen, darunter die seitliche Eingangstür von der Carrer de Jesús her, hölzerne Regale, die alle Wände des Ladens bedecken, gusseiserne Kandelaber, die hölzernen Ladentische mit ihren Zierleisten und metallenen Stützen, ein großer Spiegel in Form eines Tríptychons und ein Archivschrank mit Pflanzendekor.

### Das zentrale Treppenhaus
Der Zugang zu den oberen Stockwerken erfolgt von einem Vestibül auf der rechten Seite der Fassade aus. Eine zweiflügelige Holztüre mit modernistischem Dekor führt in einen Raum, der von einer zweiflügeligen Glastür geteilt wird, hinter der ein langer Korridor zur Haupttreppe führt. Der Schmuck von Korridor und Treppenhaus gibt einen Vorgeschmack des Reichtums, der den Besucher im Rest des Hauses erwartet. Man findet schöne Bodenmosaike, einen keramisch gestalteten Blütenfries entlang der Wände, Kunsttischlerei in Form zweier langer Polsterbänke und Sgraffitoschmuck.
Die Decke prunkt mit einem Oberlicht aus Buntglas in einer Eisen- und Holzkonstruktion und an der Wand befindet sich ein großes Mosaik mit der Darstellung eines Gartens mit Fontäne.

### Herrschaftliche Wohnung im ersten Obergeschoss

#### Esszimmer und Lounge
Das Esszimmer ist ausgeschmückt mit Früchten und Gemüsen sowie Szenen, die auf die Jagd und die Fischerei verweisen. Angefügt ist ein kleiner intimer Versammlungsraum um den Kamin, der aus Olivenholz getischlert ist. Das Mosaik über der Tür zeigt charaktervolle Gesichter. Die Lounge ist dem gesellschaftlichen Leben gewidmet und enthält Fotografien der Besitzer. Die Wände sind mit Seide bespannt und der zentrale Leuchter zeigt florale Motive.

#### Schlafzimmer
Das Schlafzimmer des Besitzerehepaars beeindruckt durch seine flache, mosaikgeschmückte Decke, die das Dekor der beiden breiten Beitgestelle wiederholt. Es kommuniziert direkt mit einem privaten Badezimmer mit großem Buntglasfenster und originalen Keramiken (Waschbecken, Badewanne, Bidet und Fußbad) aus der Erbauungszeit.

#### Halle/Wintergarten
Diese prächtige Halle ist das Zentralstück der Wohnung und diente sowohl dem Zugang zu unterschiedlichen Räumen als auch der Entspannung, der Herrschaft als auch den Bediensteten, die ohne sich zu stören in dem zweigeschossigen Raum miteinander in Verbindung standen, was ein Gefühl von Kontinuität und Zusammengehörigkeit des Hauses erzeugt. Das Spiel des Lichts, das durch die transparenten farbigen Scheiben auf die Dekorelemente fällt, erzielt in diesem Raum eine Wirkung, die ihn zu einem Hauptbeitrag Lluís Domènechs zum Modernisme macht. Das Betreten dieser Halle ist wie das Betreten eines großen künstlichen Gartens aus Stein voller Schnörkel, in dem mehr als zweihundert Quadratmeter Buntglasfenster an Wänden und Decke, Steinarbeiten, prächtige Möbel, bestickte Polster, Keramiken und Bodenmosaike warten.
Das zweite Obergeschoss wurde mit Zimmern für die Hausangestellten und die Angestellten des Ladens ausgestattet. Jedoch schliefen die Angestellten tatsächlich auf den Ladentheken des Geschäfts, worauf im zweiten Obergeschoss u. a. ein Musikzimmer mit einer weniger luxuriösen Ausstattung eingerichtet wurde.

### Terrasse
Sie bietet einen großzügigen Außenraum, in dem Pflanzen in großen Keramiktöpfen auf schmiedeeisernen Gestellen verteilt sind. Im Boden der Terrasse befinden sich drei große Oberlichter, die das Ladengeschäft beleuchten. Die Wände schmücken zwei großformatige Mosaike: das eine zeigt die Einschiffung von König Jakob I. in Salou zur Eroberung Mallorcas, das andere eine idealisierte Ansicht der Stadt  Thessaloniki, was an die Anwesenheit der Katalanen in Griechenland erinnert.

## Beteiligte Künstler
Das reiche Innendekor von paradiesischem Ausmaß ist angefüllt mit Orangenbäumen, Flieder, Rosen, Sonnenblumen, Anemonen, Gardenien, Päonien, Hortensien, Holunderblüten und weiteren Spezies, sowohl realen als auch solchen der Phantasie, auf Fensterscheiben, Mosaiken, Keramik, Gusseisen, Marmor oder Mobiliar. Man findet sie auf den Fußböden, an den Wänden, den Decken, den Leuchtern und den Möbelstücken.
Pere Monné war verantwortlich für die Bauarbeiten und erbaute für sich ein Haus am anderen Ende der Carrer Jesús.
Alfons Juyol i Bach war für die Marmorverkleidungen des Treppenhauses verantwortlich und fertigte alle Skulpturen nach Anweisungen von Eusebi Arnau an.
Tomàs Bergadà Pi (*1862 in Reus; †1937) fertigte die Stuckaturen und die Wandmalereien an.
Für die Gusseisenteile zeichnete die Firma Martí aus dem benachbarten Vilaseca verantwortlich.
Das gesamte Mobiliar ist das Werk von Gaspar Homar, der als Innenausstatter Messinglampen, Garderobenständer, Holzvertäfelungen, Sitzmöbel etc. entwarf. Er zeichnete auch die Vorlagen für die Motive der Glasfenster, die dann in der Werkstatt von Jeroni Ferran Granell i Manresa gefertigt wurden.
Lluís Brú i Salelles fertigte die Mosaiken an, ebenso auch einige der Zeichnungen der Keramiksockel, die dann von der Fabrik Pujol i Bausis ausgeführt wurden. Der lokale Künstler Hipòlit Montseny steuerte weitere Fliesendesigns bei.
Die Casa Navàs ist ein einzigartiges Exempel ihres Stils, weil sie nahezu alle Elemente in dem Zustand bewahrt, die sie beim Abschluss der Bauarbeiten hatten: die Leuchten, das Mobiliar, die bestickten Tapisserien und Polster, die Haushaltswäsche, die Vorhänge der Balkone für die verschiedenen Festtage, die Gardinen und die seidenen Wandbespannungen.

### Die Glasfenster
Im Haus gibt es mehr als 200 Quadratmeter an Glasfenstern in Raumteilern, Fenstern und Glaskuppeln. Den spektakulärsten Eindruck bieten sie in der zentralen Halle, die die Besucher der Familie Navàs beeindrucken sollte. Die Fenster des Oberlichts des Treppenhauses, die beim Bombenangriff 1938 zerstört wurden, wurden im Jahr 1990 dank der Hartnäckigkeit von Maria Font i de Rubinat wiederhergestellt. Die Arbeiten führte die Escola Taller Mas Carandell unter der Leitung von Carme Fernàndez durch.